# Тоні Гілл
Ентоні Дін «Тоні» Гілл (англ. Anthony Dean «Tony» Gill, нар. 6 березня 1968, Бредфорд) — колишній англійський футболіст, який провів всю свою нетривалу професійну кар'єру в «Манчестер Юнайтед» і був одним з перших «пташенят Фергі».

## Біографія
Народився в Бредфорді, Йоркшир. Вихованець «Манчестер Юнайтед», де перебував у статусі юніора з червня 1984 року, і став професіоналом на 18-річчя в березні 1986 року. Його дебют у першій команді відбувся через 10 місяців, в матчі проти «Саутгемптона» (1:1) 3 січня 1987 року. Однак у футболіста була діагностована проблема з ахілловим сухожиллям, через яку знадобилося дві операції, перш ніж він зміг повернутися до першої команди майже через два роки, у серпні 1988 року.
Після повернення в першу команду, Гілл став основним гравцем, виступаючи у захисті та півзахисті.
Він забив два голи на вищому рівні: перший у третьому раунді Кубка Англії проти «Квінз Парк Рейнджерс» на Лофтус Роуд 11 січня 1989 року — через 10 днів після гарного виступу в чемпіонаті, де він допоміг партнерам здобути домашню перемогу над принциповим суперником «Ліверпулем» (3:1). Його наступний гол прийшов через три дні, 14 січня, в домашній переможній грі над «Міллволлом» (3:0) в чемпіонаті.
27 березня 1989 року, Гілл у матчі з «Ноттінгем Форест» (2:0) випадково зіткнувся із захисником суперників Браяном Ловзом, зламавши собі ногу і пошкодивши щиколотку. Після цього Гілл більше ніколи не грав у професійний футбол знову, оголосивши про свій відхід з професійного спорту за медичними показаннями в наступному році.
Після відновлення Гілл пішов на тренерську роботу і влаштувався на роботу тренером «Брістоль Роверз». А в березні 1997 року Тоні обійняв посаду помічника менеджера напівпрофесійного клубу «Бат Сіті» Стіва Мілларда, також провівши за команду два матчі у статусі гравця, ненадовго відновивши свою кар'єру після восьми років простою. Він покинув Бат Сіті у вересні 1997 року через фінансові причини, а пізніше пішов з футболу взагалі.